# Giacinto Garofalini
Giacinto Garofalini, ou encore Garofolini, né en 1661 à Bologne en Émilie-Romagne, mort en 1723, est un peintre italien baroque, actif à la fin du XVIIe et au début du XVIIIe siècle.

## Biographie
Giacinto Garofalini (1661 - 1723) était un peintre italien de la période baroque, actif principalement à Bologne. Il a été l'élève du peintre Marcantonio Franceschini.  Également appelé Garofolini par Luigi Lanzi.
Il a collaboré avec Ferdinando del Cairo pour la décoration du plafond de l'église Sant'Antonio à Brescia.

## Œuvres
- Adorazione dei pastori (73cm × 98cm), collection privée